# Tonya Crowe
Tonya Crowe (* 24. Januar 1971 in Los Angeles, Kalifornien) ist eine ehemalige US-amerikanische Schauspielerin.

## Leben
Bereits im Alter von sechs Jahren stand Tonya Crowe, Tochter der Immobilienmaklerin Terry Crowe und eines Schuldirektors, in Werbespots vor der Kamera und spielte auch in der Fernsehserie Drei Engel für Charlie mit. Dort verkörperte sie die Figur von Jaclyn Smith als Kind in Erinnerungssequenzen. Es folgten weitere Film- und Serien-Gastrollen, die Crowe den Weg in die Fernsehserie Unter der Sonne Kaliforniens ebneten. Hier spielte Tonya Crowe neun Jahre lang die tragische und vielschichtige Rolle der „Olivia Cunningham“, einem Scheidungskind, das sich in der Pubertät in die Drogensucht flüchtet. Crowe stellte diesen Charakter so überzeugend dar, dass sie mit diversen Preisen ausgezeichnet und nominiert wurde und weitere Film- und Fernsehangebote erhielt.
Trotz ihres Erfolges absolvierte sie 1989 ihren Schulabschluss an der kalifornischen Privatschule Lycée Francais.
Heute ist sie ausgebildete Yoga-Lehrerin und hat sich aus dem Schauspiel-Business zurückgezogen.

## Filmografie (Auswahl)
- 1979: Die Psycho-Farm (TV)
- 1980: Unter der Sonne Kaliforniens (Fernsehserie)
- 1981: Trapper John, M.D. (Fernsehserie; Gastauftritt)
- 1981: Die Nacht der Vogelscheuche (Dark Night of the Scarecrow, TV)
- 1985: Wer ist hier der Boss? (Fernsehserie; diverse Gastauftritte)
- 1985: Air Force (Fernsehserie; diverse Gastauftritte)
- 1988: A Family Again (TV)
- 1997: Die Schattenkrieger (Fernsehserie; Gastauftritt)
- 1997: Knots Landing: Back to the Cul-De-Sac (TV)
- 2001: Only In Venice (Videofilm)

## Auszeichnungen
- 1990 Soap Opera Digest Award: beste Nebendarstellerin einer Prime-Time-Serie für Unter der Sonne Kaliforniens
- 1989 Young Artist Award: beste Nachwuchs-Schauspielerin einer Prime-Time-Serie für Unter der Sonne Kaliforniens
- 1989 Young Artist Award: Nominierung als beste Nachwuchs-Schauspielerin folgender Kategorien: Special, Pilot, „Movie of the Week“ oder Mini-Serie für A Family Again
- 1989 Soap Opera Digest Award: beste Nebendarstellerin einer Prime-Time-Serie für Unter der Sonne Kaliforniens
- 1988 Soap Opera Digest Award: beste Nebendarstellerin einer Prime-Time-Serie für Unter der Sonne Kaliforniens
- 1988 Young Artist Award: Nominierung als beste Nachwuchs-Schauspielerin für Unter der Sonne Kaliforniens
- 1987 Young Artist Award: Nominierung einer „außergewöhnlichen Performance“ einer Nachwuchs-Schauspielerin für Unter der Sonne Kaliforniens
- 1987 Young Artist Award: Nominierung der „außergewöhnlichen Performance“ einer Nachwuchs-Schauspielerin für Wer ist hier der Boss?
- 1986 Soap Opera Digest Award: Nominierung als beste Nachwuchs-Schauspielerin einer Seifenoper für Unter der Sonne Kaliforniens
- 1985 Young Artist Award: Nominierung als beste Nachwuchs-Schauspielerin in einer Nebenrolle für Unter der Sonne Kaliforniens
- 1984 Young Artist Award: Nominierung als beste Nachwuchs-Schauspielerin für Unter der Sonne Kaliforniens
- 1983 Young Artist Award: Nominierung als beste Nachwuchs-Schauspielerin für Unter der Sonne Kaliforniens
- 1982 Young Artist Award: Nominierung als beste Nachwuchs-Schauspielerin für Die Nacht der Vogelscheuche
- 1981 Young Artist Award: Nominierung als beste Nachwuchs-Schauspielerin für Joshua´s World